# 안톤 드렉슬러

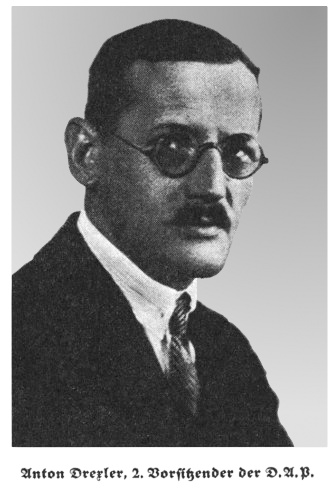
독일 노동자당 시절의 안톤 드렉슬러

안톤 드렉슬러(독일어: Anton Drexler, 1884년 6월 13일 ~ 1942년 2월 24일)는 독일의 정치인으로, 1920년대 나치의 정치 지도자이다. 시인이자 민족주의 운동가이기도 했다. 양조업자이기도 하였으나 당대 바이에른의 가장 인기있는 양조장이었던 드렉슬러 양조장과 크게 연루되어 있지는 않았다. 국가 사회주의 독일 노동자당(나치당)의 전신인 독일 노동자당의 창시자로 알려져 있다.
뮌헨에서 태어난 드렉슬러는 1902년 베를린에서 철도 자물쇠 제조공이 되기까지 기계 정비공으로 일하였다. 제1차 세계 대전 중에는 극우 성향의 독일 조국당에 가입하기도 했다.
그러다 1918년 조국당이 해체되고 당원 대부분이 독일 국가인민당으로 가는 와중에, 홀로 1919년 뮌헨에서 언론인 카를 하러, 고트프리트 페더, 디트리히 에카르트와 함께 독일 노동자당을 창설하였다.
1919년 9월 뮌헨의 정당 회의의 주 연설자는 고트프리트 페더였다. 그가 연설을 끝마치자 많은 청중이 기립하였고, 바이에른이 프로이센과의 관계를 끊고 오스트리아와 함께 분리된 국가를 세워야 한다고 제창하였다. 아돌프 히틀러는 이 주장에 대해서 반박을 펼치기 위해 청중 무리에서 나왔다. 드렉슬러는 히틀러에게 다가가 그에게 소책자를 쥐어주었다. 이 일화는 히틀러가 자신의 자서전 《나의 투쟁》에 나의 정치적 각성이라는 제목을 붙인 것으로, 자신이 스스로 결정하는 것에 이것이 많은 것을 반영하였다고 회고하였다. 며칠 뒤 그는 이후부터 독일 노동자당 입당을 허가한다는 내용의 엽서를 받았다. 심사숙고 끝에 그는 당에 가입하기로 결정하였다.
1920년 초, 드렉슬러는 히틀러의 명령으로 당명을 국가사회주의 독일 노동자당으로 변경하였다. 히틀러는 1921년부터 매우 빠른 속도로 당의 확실한 지도자가 되어갔다. 그 해 여름에 그는 북부 독일의 독일 국민당원에게 연설을 하기 위해 베를린으로 여행을 갔다. 히틀러가 다른 당 위원회 회원들에게서 떨어져 있는 동안, 드렉슬러는 히틀러가 다른 사람들의 생각을 존중하지 않으며 개인적 권력만을 추구한다는 비난이 담긴 공격적인 소논설을 배포하도록 지시하였다. 히틀러는 그에게 명예훼손 소송을 제기하였고 드렉슬러는 공식 모임에 참여할 수 없게 되었다. 이후 그는 단순한 상징적 위치인 명예회장으로 물러나게 되었으며, 1923년 탈당하였다. 1933년 재입당하였지만 원로 대접 정도만 받고 어떤 직책도 없이 은거생활을 하다 1942년 지병으로 사망한다.